# Szentkuty Pál
Szentkuty Pál Ede (születési neve: Drescher Pál; álneve: Csöndes Pál) (Baja, 1889. április 10. – Budapest, 1957. október 19.) magyar költő, műfordító, könyvtörténész.

## Életpályája
Jogi tanulmányai befejezése után 1909-ben a Fővárosi Szabó Ervin Könyvtárba került; könyvtári főfelügyelőként ment nyugdíjba. 1930–1940 között a Magyar Bibliophil Társulat titkára volt.
Goethe, Rilke verseit fordította magyarra. Verseket írt, fontosak könyvtörténeti, könyvesztétikai és bibliográfiai munkássága.

## Családja
Szülei Drescher Ede és Ivanovics Anna voltak. 1921-ben, Budapesten házasságot kötött Bossányi Ilonával.
Temetése a Farkasréti temetőben történt (22-2-65).

## Művei
- Régi magyar gyermekkönyvek, 1538–1875 (Budapest, 1934)
- A szép magyar könyv 1473–1938 (Budapest, 1938)
- Régi hazai nyomdák mintakönyvei (Budapest, 1940)
- Betűesztétika (Budapest, 1942)